# الدوري الإنجليزي الممتاز 1997–98
الدوري الإنجليزي الممتاز 1997–98 (بالإنجليزية: 1997–98 FA Premier League)‏ هو موسم من الدوري الإنجليزي الممتاز. أقيم خلال الفترة 9 أغسطس 1997 وحتى 9 مايو 1998، وفاز فيه نادي أرسنال.